# Isole Green
Le Isole Green sono un piccolo gruppo di isole della Nuova Guinea, a circa 200 km ad est di Rabaul nella Nuova Britannia e 200 km a nord-ovest di Bougainville. Fanno parte della Regione autonoma di Bouganville e del Distretto di Bougainville Settentrionale
Nissan è la più grande isola del gruppo, alcune delle altre sono Pinipel, Sau, Barahun e Sirot.
Tra il 15 e il 23 febbraio 1944 vi si combatté la battaglia delle Isole Green, parte della Campagna delle isole Salomone, tra forze imperiali giapponesi e quelle della 3ª Divisione neozelandese.